# Givat Ram Stadium
 (avril 2025).
Le Givat Ram Stadium (également stade de l'Université hébraïque ou stade national et universitaire) est un stade national polyvalent situé sur le campus Guivat Ram de l'Université hébraïque de Jérusalem à Jérusalem.

## Histoire

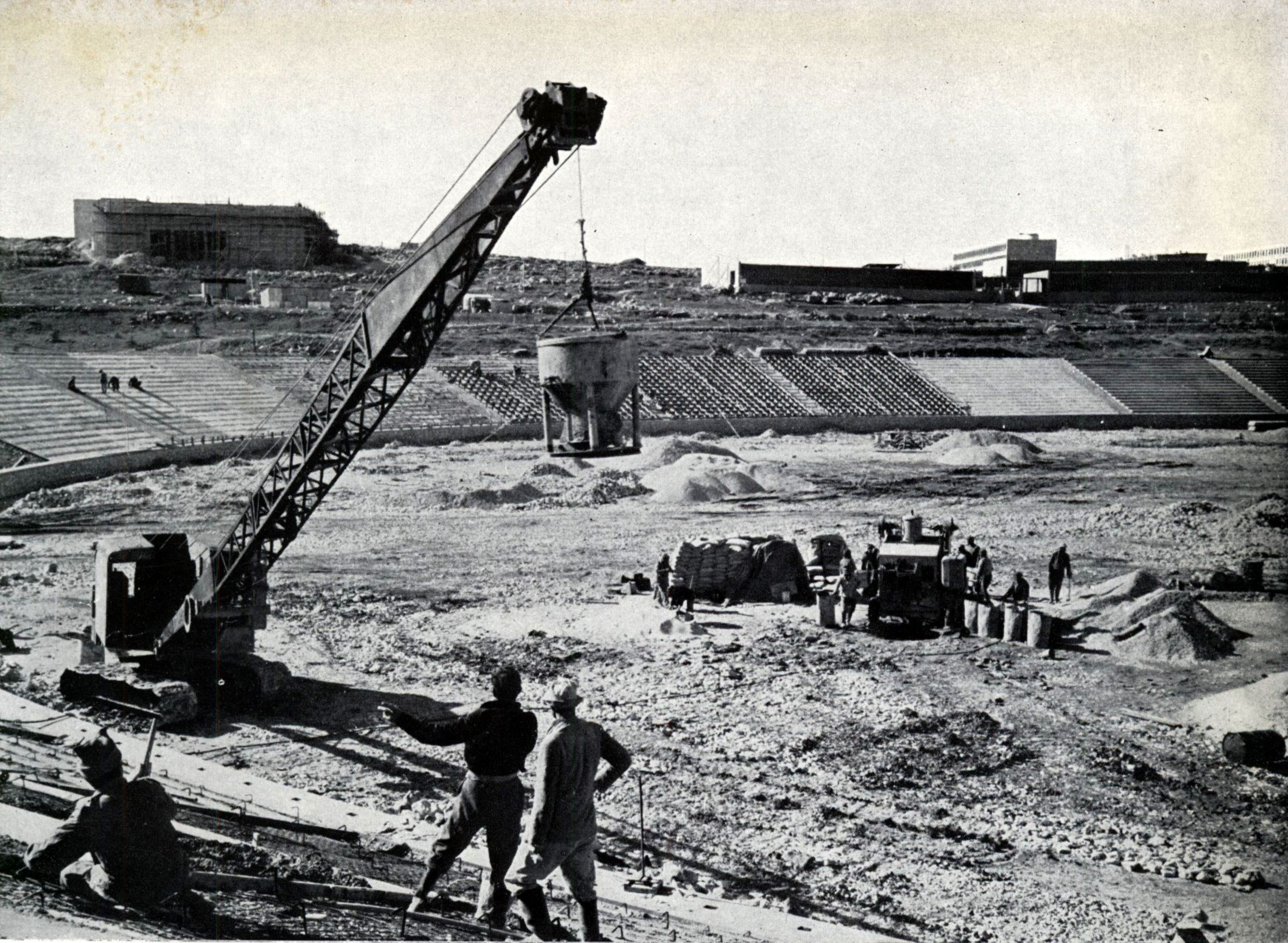
Stade en construction, 1957

Le Givat Ram Stadium a été inauguré en 1958 en l'honneur du dixième anniversaire de la fondation de l'État d'Israël. Le stade accueille 4 000 spectateurs. Il a accueilli certains des matches de la Coupe d'Asie de l'AFC de 1964, ainsi que les cérémonies d'ouverture des Jeux paralympiques d'été de 1968. En 1997, le stade a été rénové et utilisé pour les compétitions sportives et les matchs de football d' Agudat Sport Nordia Jerusalem.
Les Championnats d'Europe d'athlétisme U18 et les Championnats d'Europe d'athlétisme U20 ont eu lieu au stade rspeictvement en juillet 2022 et août 2023.